# 九度山町
九度山町（くどやまちょう）は、和歌山県北部に位置する町。

## 地名の由来
域内には高野山の開祖である空海（弘法大師）の母が暮らしていたという慈尊院があり、空海は月に9度母に会いに来ていたことから九度山の地名が付いたと伝わる。

## 地理
紀の川の南岸にあり、そこに流れ込む不動谷川の川筋に沿ってできた谷間と、さらにそこへ東から流れ込む丹生川による谷間からなる。高野山への通り道である。

### 人口
| |                                          |  |
| 九度山町と全国の年齢別人口分布（2005年） | 九度山町の年齢・男女別人口分布（2005年） |  |
| ■紫色 ― 九度山町 ■緑色 ― 日本全国 | ■青色 ― 男性 ■赤色 ― 女性                |  |
| 九度山町（に相当する地域）の人口の推移 \| 1970年（昭和45年） \| 8,091人 \| \| \| 1975年（昭和50年） \| 7,941人 \| \| \| 1980年（昭和55年） \| 7,693人 \| \| \| 1985年（昭和60年） \| 7,395人 \| \| \| 1990年（平成2年） \| 7,076人 \| \| \| 1995年（平成7年） \| 6,661人 \| \| \| 2000年（平成12年） \| 6,073人 \| \| \| 2005年（平成17年） \| 5,516人 \| \| \| 2010年（平成22年） \| 4,963人 \| \| \| 2015年（平成27年） \| 4,377人 \| \| \| 2020年（令和2年） \| 3,856人 \| \| |                                          |  |
| 総務省統計局 国勢調査より |                                          |  |
| 1970年（昭和45年） | 8,091人                                  |  |
| 1975年（昭和50年） | 7,941人                                  |  |
| 1980年（昭和55年） | 7,693人                                  |  |
| 1985年（昭和60年） | 7,395人                                  |  |
| 1990年（平成2年） | 7,076人                                  |  |
| 1995年（平成7年） | 6,661人                                  |  |
| 2000年（平成12年） | 6,073人                                  |  |
| 2005年（平成17年） | 5,516人                                  |  |
| 2010年（平成22年） | 4,963人                                  |  |
| 2015年（平成27年） | 4,377人                                  |  |
| 2020年（令和2年） | 3,856人                                  |  |

## 歴史
古くからの高野山領であり、明治まで続いた。関ヶ原の戦いで西軍に与して敗れた真田昌幸・信繁（幸村）親子が1600年に九度山に流罪となり、困窮した生活を送った。
- 1889年（明治22年）4月1日 - 町村制の施行により、九度山村、慈尊院村、下古沢村、中古沢村、上古沢村、笠木村、椎出村および入郷村の大部分（飛地を除く）の区域をもって九度山村が発足。
- 1910年（明治43年）9月1日 - 九度山村が町制施行して九度山町となる。
- 1955年（昭和30年）3月31日 - 河根村と合併し、改めて九度山町が発足。

## 行政

### 歴代町長
- 初代 - 石井義一
- 2代 - 鉄田義司
- 3代 - 平越孝一
- 4代 - 杉本博夫
- 5代 - 奥野恒太郎（1990年5月～2006年5月12日）
- 6代 - 岡本章（2006年5月13日～現在）

## 議会

### 九度山町議会
- 定数 - 10人[3]
- 任期 - 2019年5月12日 - 2023年4月29日
- 議長 - 藤田正良（無所属）
- 副議長 - 前喬（無所属）

(そのうち2人が女性で、議員の20％が女性。)

#### 会派構成
（2020年11月5日時点）
| 会派名     | 議員数 |
| ---------- | ------ |
| 無所属     | 9      |
| 日本共産党 | 1      |

## 経済

### 商業・観光
商業では、ローソン1店舗と小規模な商店街、道の駅柿の郷くどやまがある。町外からの観光は、配流先の九度山を脱出して大坂の陣で勇戦した真田幸村関連の施設（九度山・真田ミュージアム）やイベント、および高野山関連で世界遺産登録された慈尊院や町石道などとなっている。
かつて町内と隣接の高野町内の一部の地域（南海高野線あるいは不動谷川流域地域）で高野紙（古沢紙とも呼ばれる）が生産されていた。2020年現在、町内の紀州高野紙伝承体験資料館紙遊苑で紙漉き体験ができる。埼玉県比企郡小川町で生産される細川紙は、高野山で修行した僧が細川というところで技術を習得し、故郷に伝えたと伝承され、道具、製法がきわめてよく似ている。細川紙（埼玉県）は2014年にユネスコの無形文化遺産に登録されている。

### 農業
富有柿が名産で、上記の道の駅名にも採られている。

### 日本郵政グループ

九度山郵便局

- 九度山郵便局（九度山）　- 集配局。九度山町全域と高野町西郷(にしごう)地区一部域を担当。ゆうちょ銀行ATMのホリデーサービス実施局（2024年1月時点）
- 椎出（しいで）郵便局（椎出）
- 河根（かね）簡易郵便局（河根）

※九度山町内の郵便番号は「648-01xx」である。民営化に先立ち集配業務を2007年3月5日付で橋本郵便局（橋本市市脇）へ移管していたが、2018年（平成30年）10月1日から九度山郵便局へ再移管し集配業務を再開。。

## 教育機関

### 幼稚園
- 九度山町立九度山幼稚園
- 九度山町立古沢幼稚園 - 休園中
- 九度山町立河根幼稚園 - 休園中

### 中学校
- 九度山町立九度山中学校
- 九度山町立河根中学校

### 小学校
- 九度山町立九度山小学校
- 九度山町立古沢小学校 廃校
- 九度山町立河根小学校

## 交通

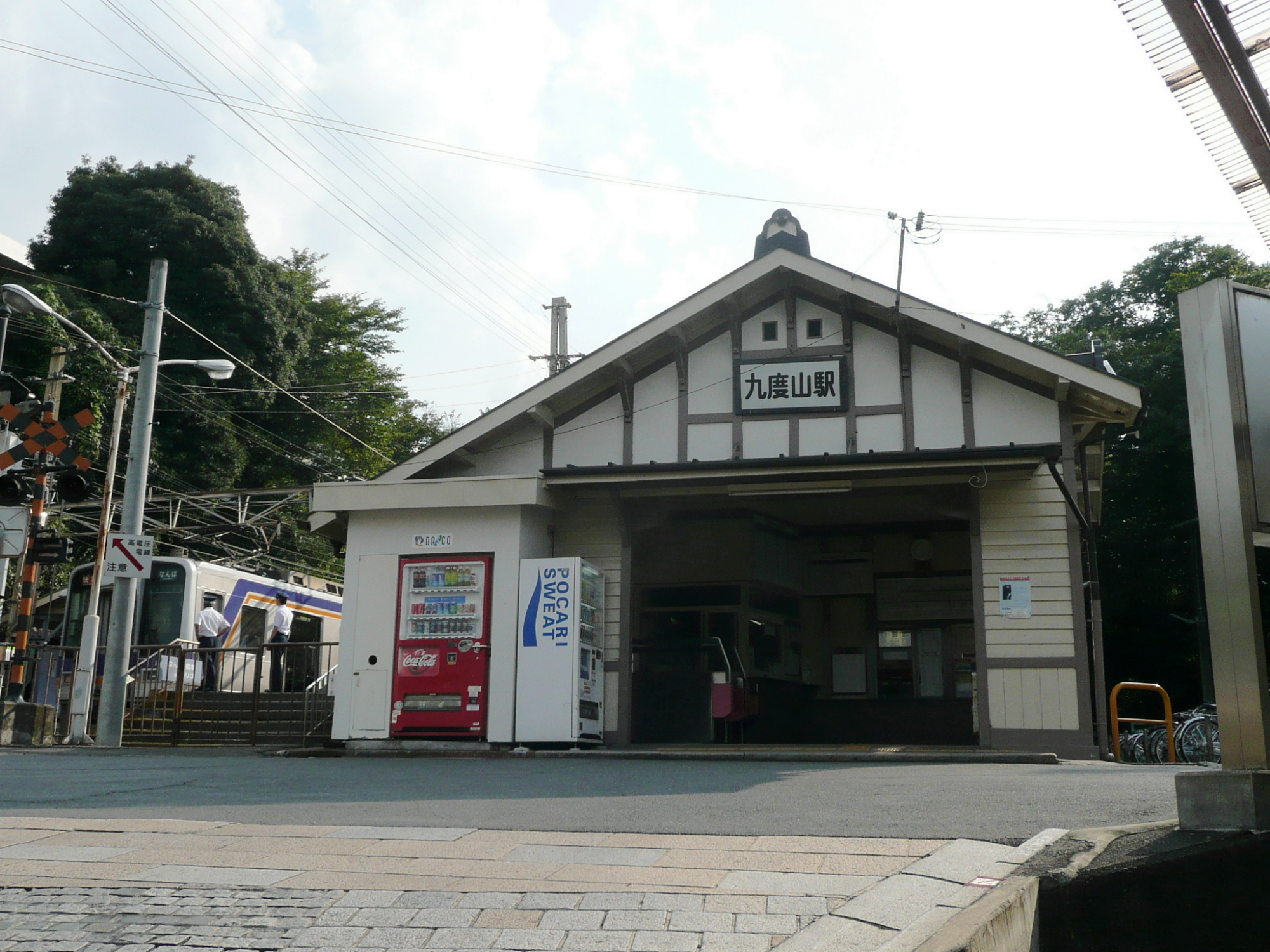
九度山駅

### 鉄道
- 南海電気鉄道
  - 高野線：九度山駅 - 高野下駅 - 下古沢駅 - 上古沢駅

2011年（平成23年）2月6日、町内の駅は近隣の市町に所在する紀伊清水駅、学文路駅、紀伊細川駅、紀伊神谷駅、極楽橋駅、高野山駅、紀ノ川橋梁、丹生川橋梁、鋼索線とともに近代化産業遺産（高野山参詣関連遺産）に指定されている。

### 道路

#### 国道
- 国道370号

#### 県道
主要地方道
- 和歌山県道4号高野口野上線
- 和歌山県道13号和歌山橋本線

一般地方道
- 和歌山県道102号宿九度山線
- 和歌山県道118号高野橋本線

### 農道
- 紀ノ川左岸広域農道

## 観光

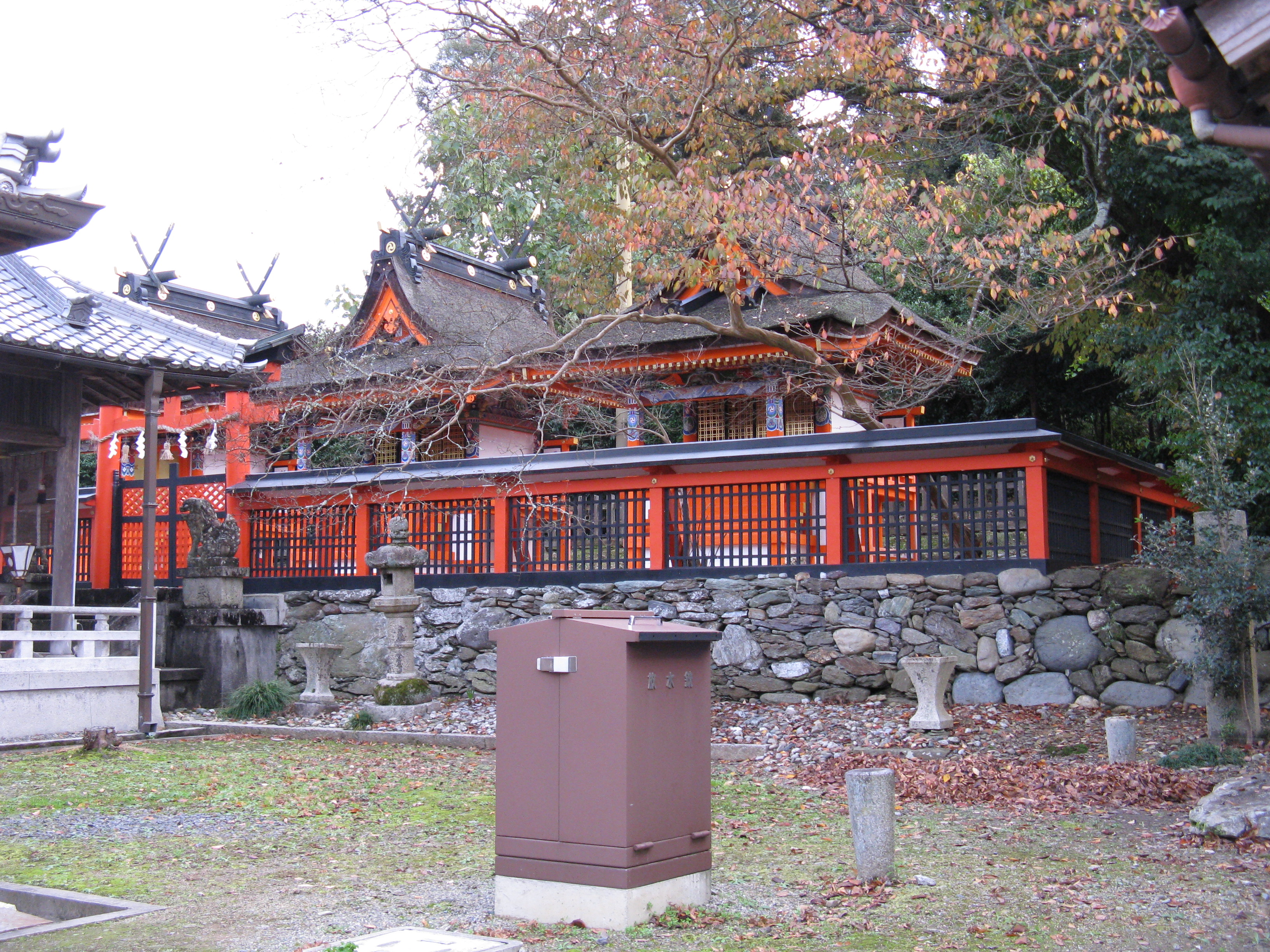
丹生官省符神社本殿

### 観光地
- 紀伊山地の霊場と参詣道
- 町石道
- 黒河道
- 京大坂道
- 槇尾道
- 玉川峡
- 丹生官省符神社
- 農村公園
  - 西島農村公園
  - 慈尊院農村公園
  - 椎出処理場周辺公園

### 寺院

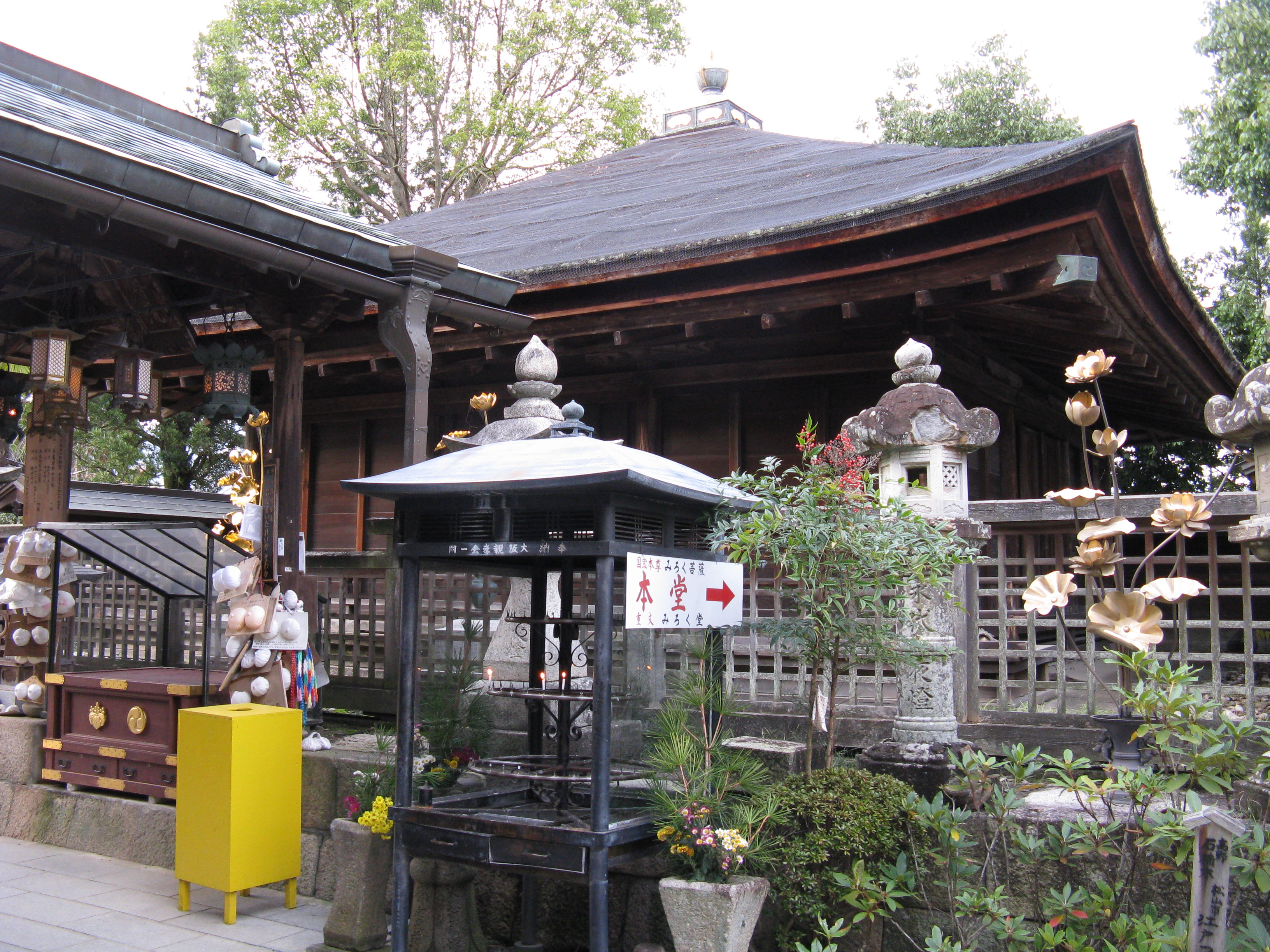
慈尊院

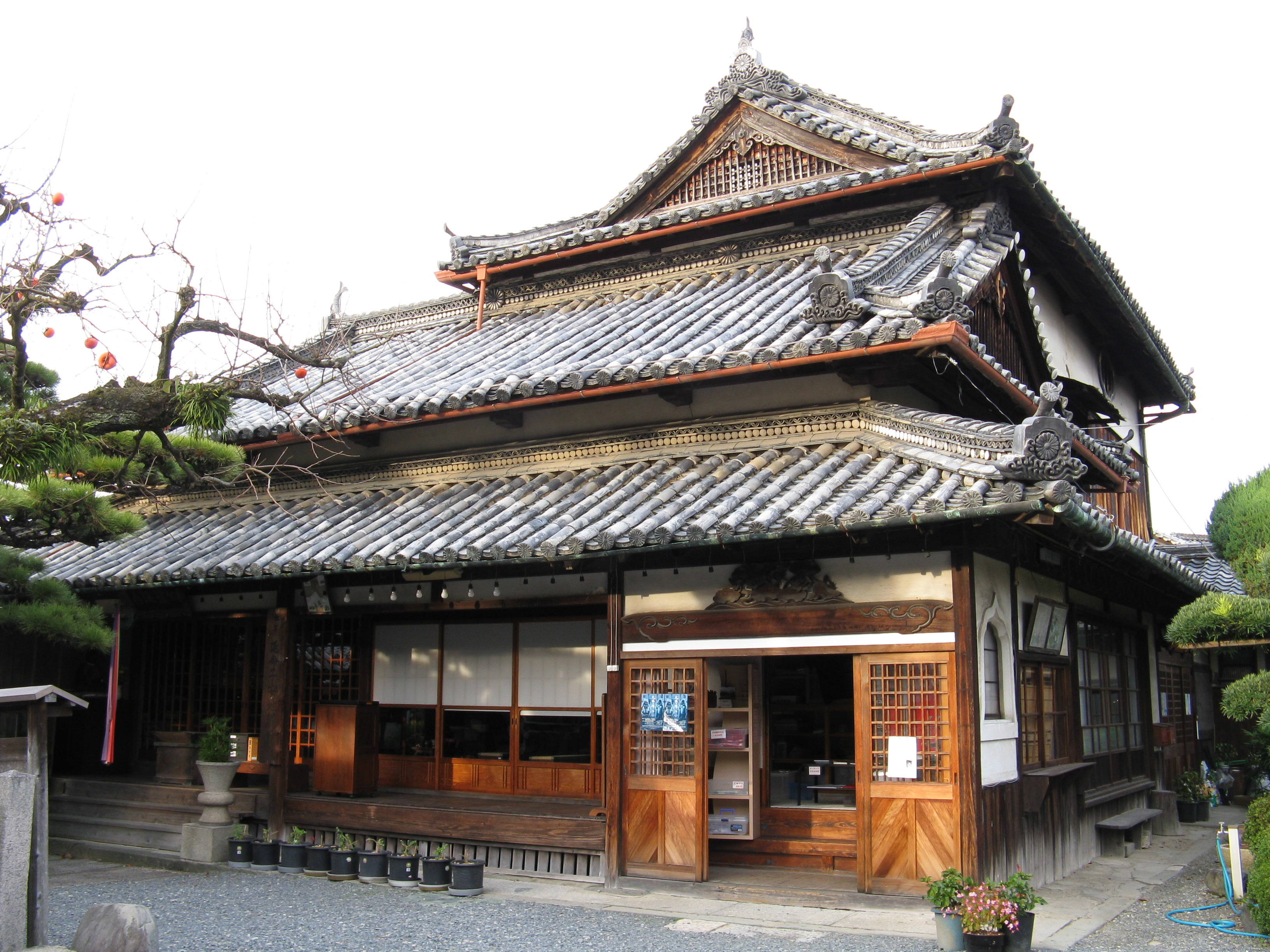
善名称院（真田庵）

- 慈尊院
- 善名称院（真田庵）
- 勝利寺
- 地蔵寺

### 神社
- 丹生官省符神社
- 椎出厳嶋神社
- 槇尾山明神社

### 文化施設
- 遊苑紙　(紙漉き体験)
- 真田宝物資料館
- 松山常次郎記念館
- 九度山・真田ミュージアム

### 祭礼
- 真田祭
- 丹生官省符祭
- 椎出鬼の舞

## 出身著名人

### スポーツ選手
- 尾花高夫 - 元プロ野球選手
- 松山秀明 - 元プロ野球選手
- 杉浦正則 - 元五輪野球選手

### 歴史上の人物
- 真田幸昌（配流中の真田信繁の子。通称は真田大助）
- 真田守信（同。仙台真田家の祖）